# Гринди
Гриндите (Globicephala) са род морски бозайници от семейство Делфинови, в който влизат два съществуващи вида: Globicephala melas – обикновена гринда (черна гринда) и Globicephala macrorhynchus – късопера гринда (тропическа гринда).

## Класификация
Родът Гринди се състои от два живи и 3 изчезнали вида.
Род Гринди
- Вид Обикновена гринда (Globicephala melas) Traill, 1809
- Вид Късопера гринда (Globicephala macrorhynchus) Gray, 1846
- Вид †Globicephala etruriae Pilleri, 1987
- Вид †Globicephala uncidens Lankester, 1864
- Вид †Globicephalus karsteni Olfers, 1839

## Описание
Дължината на тялото на гринда е от 3,6 до 8,5 метра, като женските гринди достигат по-малки размери. Растежът продължава до 20-годишна възраст.
Теглото на женските индивиди е около 0,8 – 1,8 т, а мъжките достигат до 3т. Продължителността на живот е до 59 години за женските и до 46 за мъжките индивиди.
Формата им е цилиндрична, със заоблена глава, едва издаваща се от тялото.
Окраската им е от тъмносива до въгленово черна, като изключение прави бялото петно под брадичката. Срещат се и петна до очите, перките и генталии.
Двата животински вида се отличават с количеството на зъбите и дължината на перките. Гръбната перка е сърповидна. Боковите перки достигат дължина до 1/5 от цялата дължина на гринда.
Късоперата гринда е една от само няколко вида бозайници, които преминават през менопауза и живеят десетки години след това.
Ареалът на обитанието е широк – късоперата гринда предпочита тропически и субтропически води, а обикновената гринда се среща в умерени и студени зони.

## Поведение
Гринди са високо социални и развити същества през всички периоди от живота си. Обикновено живеят в групите от 10 – 30 делфини, но се срещат и по-големи групи (около 100 индивиди в група).
Демонстрират различни поведение, като – почиване, общуване, търсене на храна.
За комуникация по между си използват ехолокация, звукови сигнали и движенията с опашката – спектърът на акустични и не акустични начини за общуването по между си е широк.
Използват фото-идентифициращ метод за запомняне на индивиди в групата.

## Хранене
През деня гринди спят, но през нощта започват да търсят храната. Времето на гмуркането е от 5 до 10 минути, като успяват да се потопят на 600 метра.
Хранят се преди всичко с главоноги, риба и калмари. Понякога нападат и кашалоти.
Известен е случай на нападнат човек, подтвърден и записан с видеокамера, от 12 май 1991 г. Мъжката гринда хваща крака на подводната плувкиня Лизу Кастело, след което се гмурва на дълбочина 10 метра, а после внимателно се връща.
Жената не е получила сериозни травми, а поведението на животното може да бъде обяснено със заплаха от страна на гмуркачите – те специално са плували до делфините, опитвайки се да ги хванат, което е абсолютно нежелателно поведение при наблюдение на диви животни.

## Размножаване
Гриндите са полигамни животни, които се чифтосват с други индивиди от групата си. По време на брачния период мъжките индивиди стават агресивни.
Половата зрялост при женските индивиди настъпва на 6 годишна възраст, а при мъжките по-късно – на 12 години.
Бременността продължава 16 месеца, след което се ражда само едно малко с тегло около 100 кг. Кърменето продължава до 27 месеца. Следващо раждане е възможно едва след 4 години.